# 御嶽濁河高地トレーニングセンター
御嶽濁河高地トレーニングセンター（おんたけにごりごトレーニングセンター）は、岐阜県下呂市にあるスポーツ選手の競技力向上のための拠点施設である。
岐阜県スポーツ科学センターの分館であり、正式名は「岐阜県スポーツ科学センター御岳濁河高地トレーニングセンター」。指定管理者制度により、公益財団法人岐阜県スポーツ協会が運営・管理する。

## 概要
- 濁河温泉にある滞在型の高地トレーニング施設である。
- 元は岐阜県立御嶽少年自然の家の建物である。2010年に廃止された後、飛騨御嶽高原高地トレーニングエリア濁河温泉ゾーンの下呂市の施設「下呂市濁河温泉高原スポーツレクリエーションセンター」として運営されていたが、2017年（平成29年）4月に岐阜県に移管され、御岳濁河高地トレーニングセンターに改称。同年5月25日に開所式を行った[1]。2019年（令和元年）9月には別館が開館した。
- 高地(低酸素)環境でのトレーニング、認知動作型トレーニング、温泉を組み合わせたトレーニングが可能である。
- 営業期間は4月～11月中旬。冬期（11月中旬～3月）は閉館する。

## トレーニング施設
- トレーニング室
  - エアロバイク
  - トレッドミル
  - ウェイトトレーニング機器
  - 低酸素室
  - 高気圧酸素カプセル
- 体育館
  - バレーボール：1面
  - バドミントン：2面
  - 卓球台：2台

## 宿泊施設

### 本館
- 個室　（洋室：5室）
- 団体部屋　（和室：17室　和室大広間：1室）
- 研修室
- 食堂
- 売店
- 浴室　（濁河温泉の源泉を使用）

### 別館
- 個室　（洋室：10室）
- 談話室

## 所在地
- 岐阜県下呂市小坂町落合2376-1

## アクセス
- JR中央本線木曽福島駅より車で約80分。
- JR高山本線高山駅より車で約90分。
- JR高山本線飛騨小坂駅より車で約60分。